# Pavilon X
Pavilon X byla jedna z výstavních budov brněnského výstaviště, která se nacházela na ose mezi 4. bránou a pavilonem Z, v místech dnešního pavilonu P.

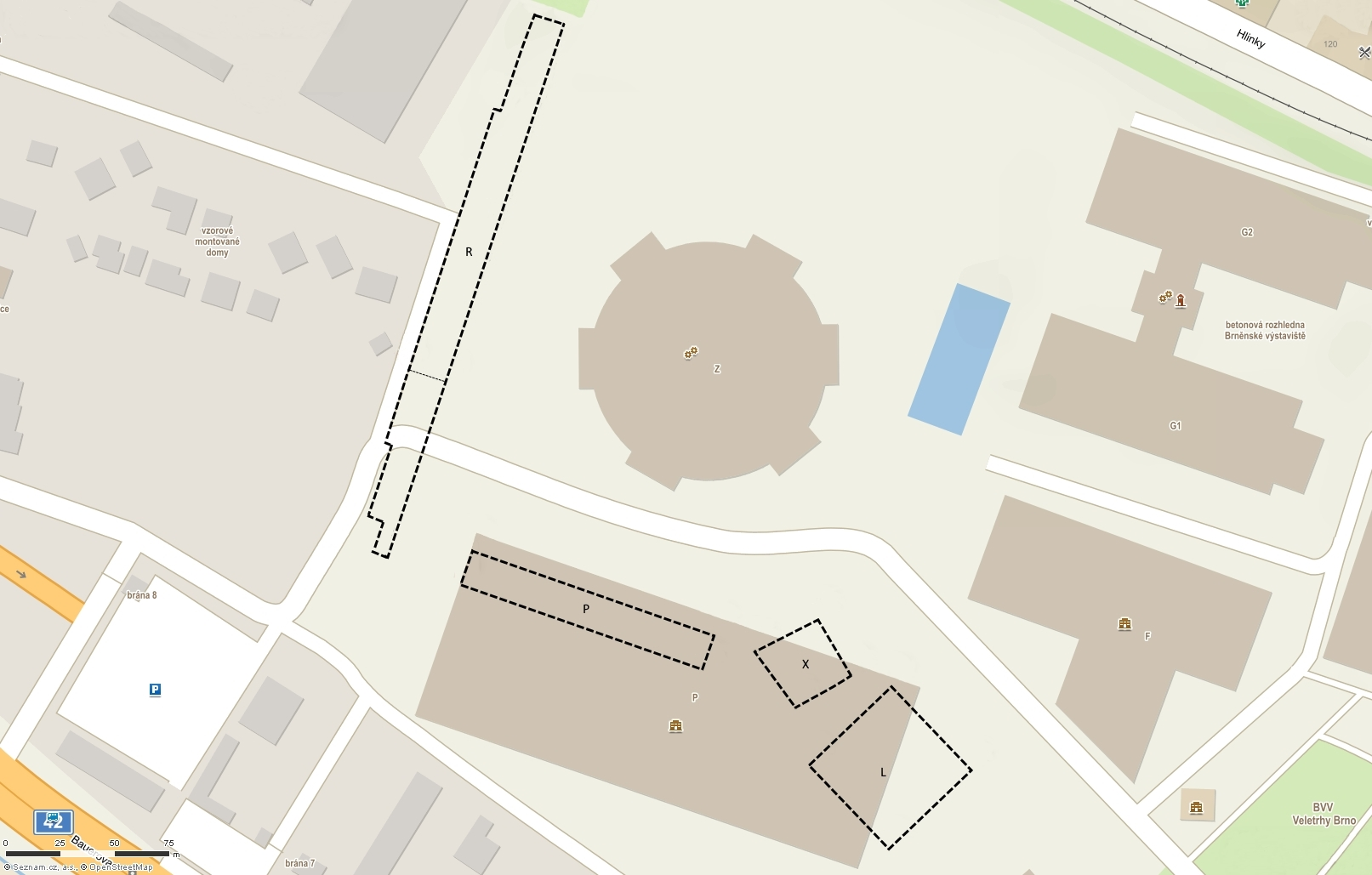
Přibližná poloha zbouraných pavilonů v západní části výstaviště

Jednalo se malý pavilon nesoucí prvky dekonstruktivismu. Autorem byl architekt Antonín Ševčík a stavbu roku 1961 realizoval Zdeněk Musil. Klenebně vzepřenou nosnou konstrukci tvořily zešikmené dovnitř prolomené skleněné stěny. Střecha byla původně plátěná ve tvaru zborcené plochy. Při jedné z pozdějších úprav pavilonu byla nahrazena montovanou příhradovou konstrukcí s hliníkovou krytinou.
Přestože stavba byla chápána jen jako provizorní, sloužila svému účelu až do roku 2008, kdy byla stržena, aby spolu s dalšími starými pavilony L a P, rovněž postavenými na přelomu 50. a 60. let dvacátého století, uvolnila místo novému rozsáhlému a modernímu pavilonu P.